# Пришивальня
Пришива́льня — село в Україні, у Фастівському районі Київської області.
Перша письмова згадка — 1665. Населення — 301.
До адмінреформи 2020 року до Пришивальницької сільської ради входили села Пришивальня, Кончаки та хутір Вишня.
Площа — 340,3 га. Населення — 400 жителів.

## Географія
Розташоване за 15 км на північний захід від Фастова на берегах річки Ірпінь.

## Соціально-економічна інфраструктура
Фельдшерський пункт, відділення зв'язку, клуб, магазин.

## Символіка
Герб. Верхня чверть щита герба скомпонована двома кольорами (малиновим і зеленим) за принципом «шахматки». Це — своєрідний символ розділу між польськими і російськими землями. Інша частина поля (3/4) — блакитного кольору, у центрі якого розташована охоронна брама сріблястого кольору з елементами золотистого частоколу. Трохи нижче — зображення, як символи могутності та лицарської шляхетності місцевого населення, перехрещені полковницький пернач Семена Гурка (Палія) і козацька шабля.
Прапор. Полотнище прапора повторює кольори герба. Три чверті верхньої частини — блакитного кольору. Тут знаходиться композиційний малюнок — охоронна брама сріблястого кольору та золотистий частокіл. Інша чверть (низ прапора), як шахівниця, розділена двома кольорами — малиновим і зеленим.

## Історія
За легендою у давні часи три брати Ярош, Томаш і Дідиш на прізвище Пришви почали обробляти нові для себе землі. На їхню честь і почали іменуватися заселені по сусідству території, на яких знаходяться сучасні села Ярошівка, Томашівка, Дідівщина та Пришивальня. Археологічні дослідження свідчать, що люди селилися у цих краях ще в Х-ХІІ століттях. Поблизу Пришивальні, на правому березі річки Ірпінь, збереглися залишки великого городища часів Київської Русі.
На території села знаходяться пам'ятки археології: городище ХІ—ХІІІ ст.н. е., поселення ІІ тис.до н. е. та Х—ХІІІ ст.н. е.
Заснування села пов'язують також з відомим політичним і державним діячем козацького періоду полковником Семеном Гурком (Палієм). На початку 80-х років XVII ст. він зі своїми воїнами прийшов на збезлюднілу багаторічними війнами Київщину та осів у Фастові. На одній із зустрічей з козаками він сказав: «Я настановив собі дуже малу справу — заселити Фастівщину козаками і привчати їх до хліборобства та водночас до захисту вітчизни…» Жилося людям на Паліївщині легше, ніж в інших місцях, тому сюди стікалися селяни-втікачі з різних кінців України, Росії, Білорусі, Молдови. Село швидко приростало населенням.
Зусиллями С.Палія у 90-х роках XVII ст. Фастів стає центром національно-визвольної боротьби, а Пришивальня — одним із вільних козацьких поселень. Поселення було обнесене дерев'яними укріпленнями із земляним валом.

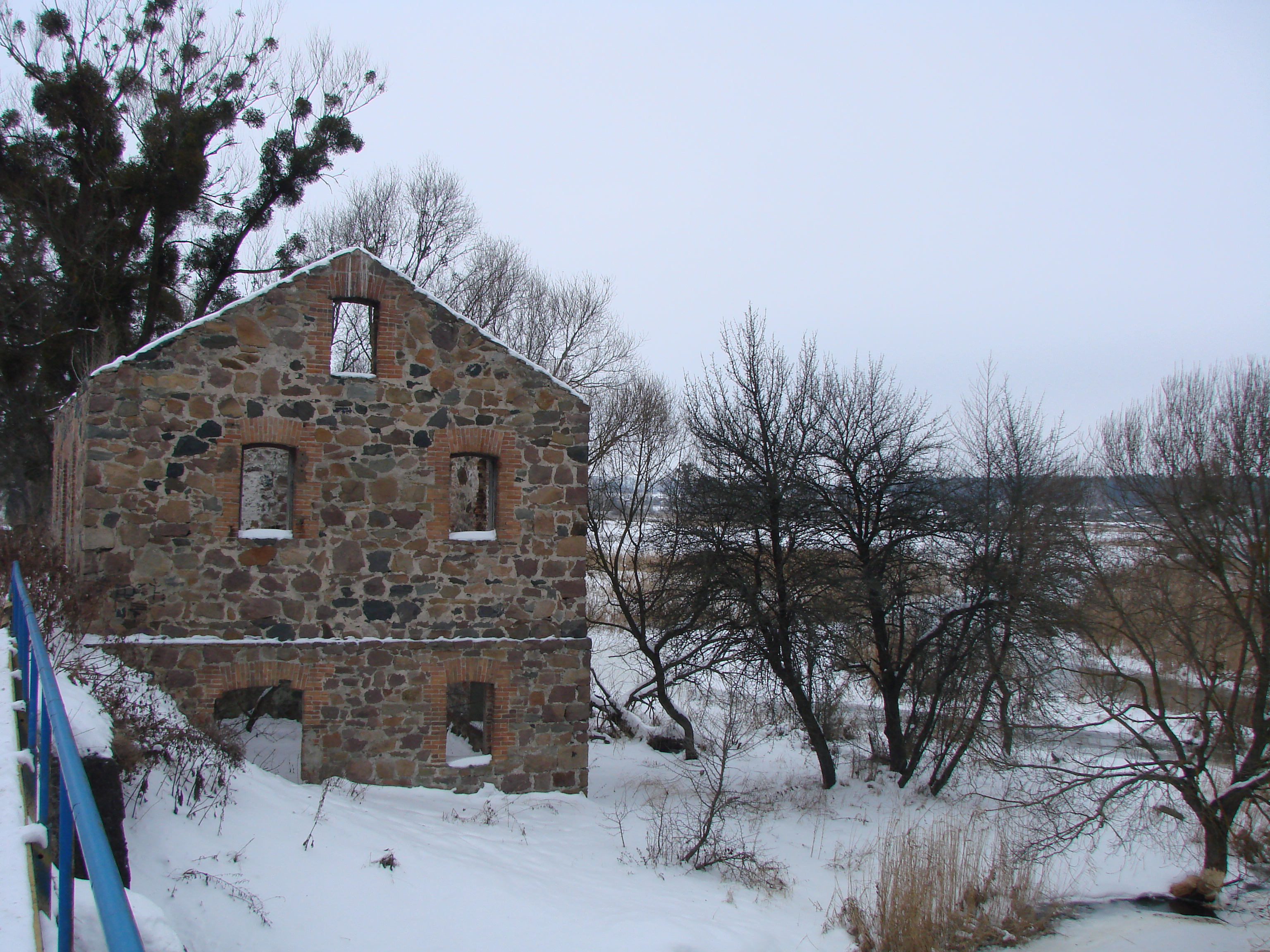
Село Пришивальня, млин

Метричні книги, клірові відомості, сповідні розписи церкви св. Георгія с. Пришивальня (приписні с.* Ярошівка, хут. Кончаки) XVIII ст. — Київського пов. Київського нам., з 1797 р. Сквирського, з [1817 р.] ХІХ ст. — Веприківської волості Васильківського пов. Київської губ. зберігаються в ЦДІАК України.
Служителі церкви:
   1799 – священник Іван Григорович Карасевич
   1799 - дячок Іван Петрович Лебедовський
   1799 - паламар Карп Йосипович Лесевецький
   1836 – священник Йосип Якович Погорецький
   1847 - священник Євграф Ципріанович
   1849 – священник Микола Волков
   1850 – священник Йосип Григорович Кончаловський
   1861-1882 - священник Хома Федорович Каковський (переведений до с. Рейментарщина)
   1911 – священник Григорій Радецький
   1911 – псаломщик Віктор Колтоновський
Деякі прізвища мешканців с. Пришивальня (1819): Гриневич; Єфименко; Забаренко; Забранський; Коваль; Краснодембський; Кузуб; Скурений; Хоменко; Яременко
10 червня 1920 року Фастів окупували радянська війська. У цей час у Пришивальні створена сільська рада. Першим головою комуністичної сільради був єврей Юхим Ладман. Всього ж за час радянської окупації сільську раду очолювали 11 голів: Олександр Капітонович Грабівський, Степан Костянтинович Грабівський, Франц Костянтинович Грабівський, Василь Григорович Кришевський, Антон Давидович Конюк, Іван Йосипович Завістовський, Володимир Степанович Хоменко, Іван Павлович Хоменко, Василь Володимирович Хоменко, Юрій Павлович Максименко.
1932—1933 — масові смерті від штучного голоду. На кладовищі встановлено хрест жертвам Голодомору 1932-33 років.
У 1932 році село було занесено на «чорну дошку». В роки Голодомору в селі померло понад 300 жителів, але імена встановлено тільки 79 осіб. Мартиролог жителів с. Пришивальня – жертв Голодомору 1932-33 років укладений за свідченнями очевидця Грабівського К. Ф., 1910 р.н., записаними в 2007 р. Грабовською М.В., завідуючої сільським клубом:
Антощенко Дуня та 7 дітей; Борщук Андрій; Демченко Данило та 3 дітей; Ковальський Віцик; Ковальський Юзик; Кролюк Марія; Кролюк Степан; Кролюк Полікарп; Кролюк дружина та 2 дітей; Кролюк Федось; Кролюк Павло; Кульчицька Марія; Кульчицька Маня; Кульчицька Нюся; Люта Марина; Лютий Івнух Омелькович; Лютий Степан Петрович; Лютий Петро; Лютий Лесь; Люта Марія; Лютий Онисько; Лютий Федось; Лютий Павло та 3 дітей; Максименко Леонід; Минчура Іван; Минчура Михась; Минчура Володимир; Минчура Любов; Минчура Андрій; Пераківський Іван; Протасевич Віцентій; Скурський Якуб; Скурська Настя; Скурська Настя; Скурський Григорій; Скурський Павло; Скурський Олександр; Скурський Іван; Скурський Аркадій; Халюк Андрій; Халюк дружина та 8 дітей; Хоменко Василь та 2 дітей; Хоменко Григорій; Хоменко Радивон; Хоменко дружина та 4 дітей; Чайківський Франик; Чайківський Леонід; Чайківський Анатолій; Чайківська Марія; Чубатенко Андрій; Чубатенко Володимир; Юхименко Володимир; Юхименко Микола...
1941—1943 — із Пришивальні німці вигнали організаторів Голодомору — сталіністів. У цей час в селі діяв також осередок ОУН на чолі з Миколою Хоменком, який у 1943 році піде в Червону Армію. 116 мешканців села сталіністи довели на смерті на фронтах Другої Світової війни. У центрі села встановлено бронзовий пам'ятник солдату-сталіністу, імена викарбувані на дошці.
У селі загинув професор Петро Михайлович Буйко, який надавав лікарські послуги бійцям диверсійного загону НКВД СРСР. Посмертно присвоєно звання Героя Радянського Союзу, а його іменем названа одна з вулиць Пришивальні.
1945-го у селі створено колгосп «Прогрес». Першим головою правління став і 22 роки беззмінно працював на цій посаді Іван Йосипович Завістовський. Під його керівництвом господарство згодом стало у Київській області одним із найкращих господарств за показниками у зерновому, молочному виробництві та з врожайності цукрових буряків.
Голова колгоспу І. Й. Завістовський і найкращі працівники галузей сільськогосподарського виробництва були удостоєні високих державних нагород. Згодом у різні роки трудівники колгоспу «Прогрес» за трудові перемоги також неодноразово відзначалися.
Справжніми «маяками» стали колишні фронтовики. Таким був Михайло Миколайович Конюх (1923—2007 рр.) — колгоспник, удостоєний у 1944 році вищої солдатської відзнаки — медалі «За відвагу» і ордена Червоної Зірки, а в мирний час — ордена «Вітчизняної війни І ступеня» (1985 р.).
Орденом «Знак Пошани» були нагороджені доярка Марія Григорівна Білополенко, ланкова Зінаїда Степанівна Люта, комбайнер Григорій Антонович Хоменко, голова колгоспу Валерій Михайлович Невінчаний, різноробочі Анастасія Данилівна Люта і Олександр Іванович Пераківський; орденом Трудового Червоного Прапора — ланкові Наталія Григорівна Левицька і Лідія Григорівна Борщук, бригадир Петро Олександрович Вовчук; орденом «Трудова Слава ІІІ ступеня» — Любов Леонтіївна Горобей.
Перша початкова школа організована у 1919 році, а в 1922-му збудоване нове шкільне приміщення. У 1930-му школа реорганізована у неповну середню. У 1963—1971 роках директором школи (котру у 1971 році було закрито) була Валентина Іванівна Люковська.
У 1948 році відкрилися колгоспні клуб і бібліотека.Приблизно з 1950 до 1963 директором Пришивальницької школи був Фастовець Олексій Маркович.
У 1948 році відкрилися колгоспні клуб і бібліотека а, а першим завідувачем був культорганізатор Сокол Ілля з дружиною Сокол Асею.
На посаді завідуючим клубом також був Вовчук Володимир Конійович, Грабівський Франко Константинович почав працювати приблизно з 1959 до 1976 року.
Протягом 1976—2007 років завідувачкою клубу працювала Ніна Хоменко.

## Населення

### Мова
Розподіл населення за рідною мовою за даними перепису 2001 року:
| Мова       | Кількість | Відсоток |
| ---------- | --------- | -------- |
| українська | 291       | 96.68%   |
| російська  | 10        | 3.32%    |
| Усього     | 301       | 100%     |

## Уродженці села
- Антоній Каковський — лікар, вчений, доктор медицини;
- Скурський Лев Олександрович — хорунжий Армії УНР, льотчик Повітряного флоту УНР;
- Священномученик о. Григорій Радецький, двоюрідний прадід українського філософа Юрія Чорноморця[6] Григорій Радецький був настоятелем Свято-Георгієвського храму у селі Пришивальня під Фастовом. В 1937 році о. Григорія була заарештовано, в березні 1938 року – розстріляно. В 1960-ті роки його було повністю реабілітовано.

## Галерея

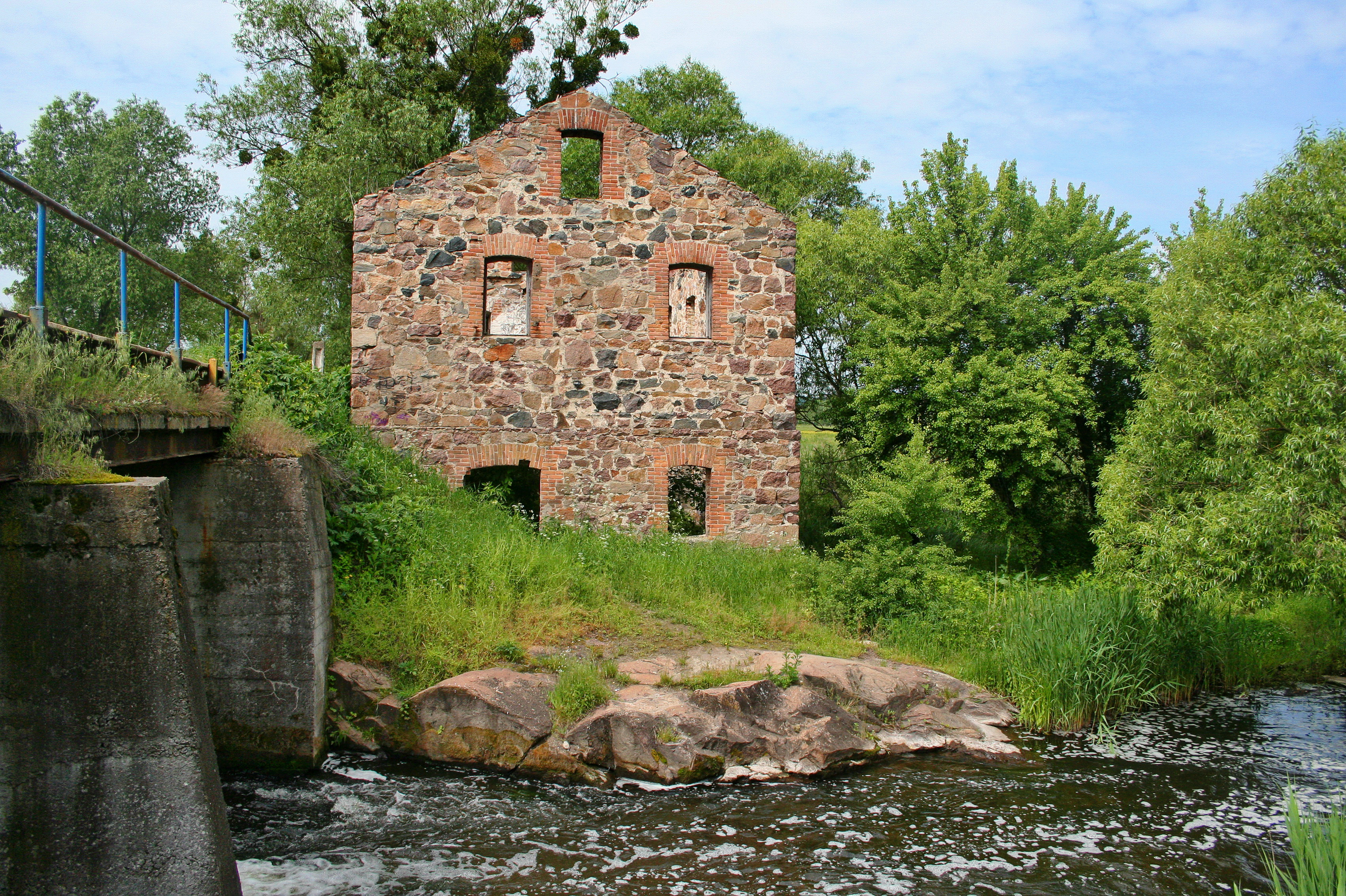
Млин Пришивальня
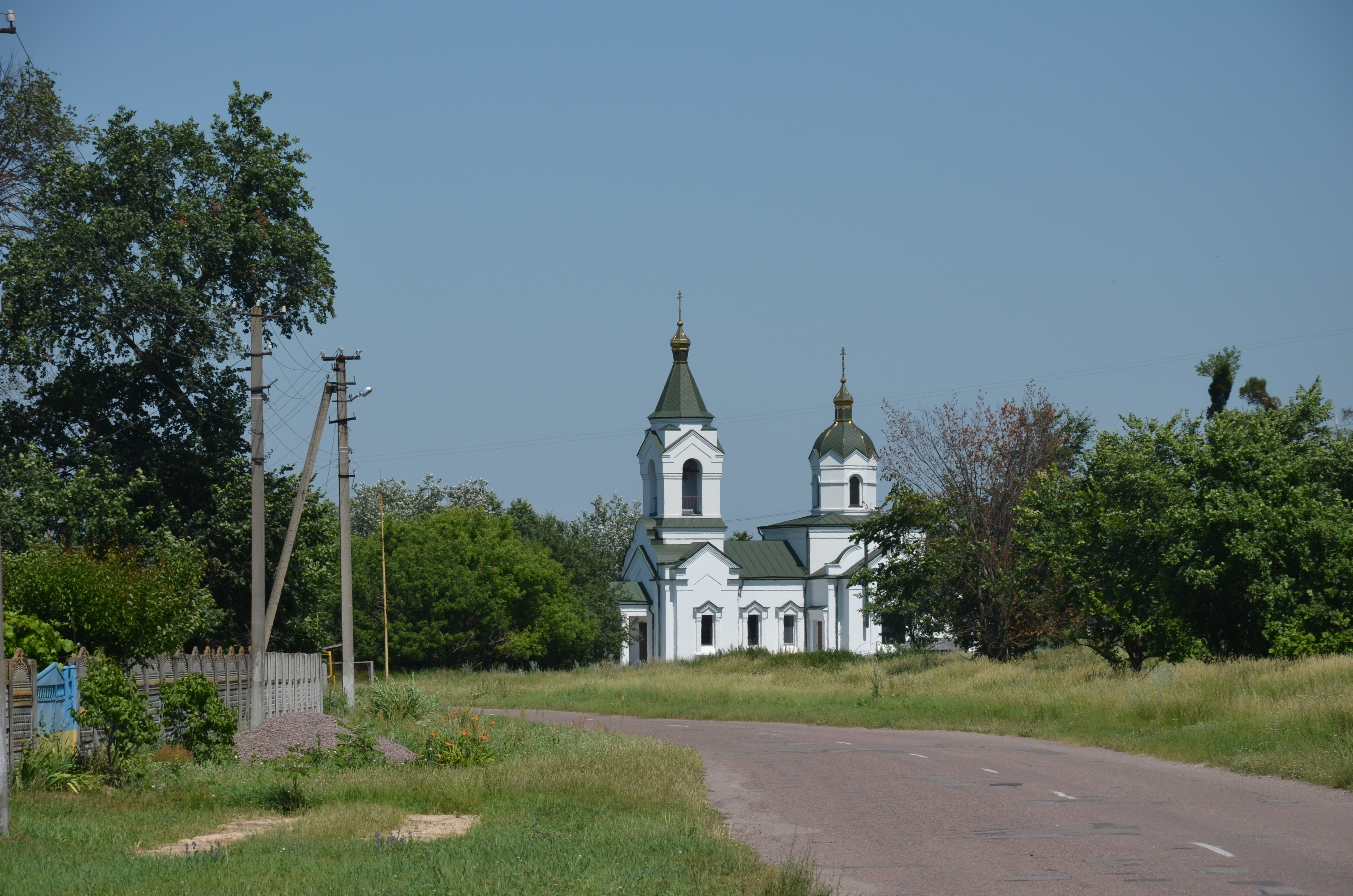
Церква, Пришивальня
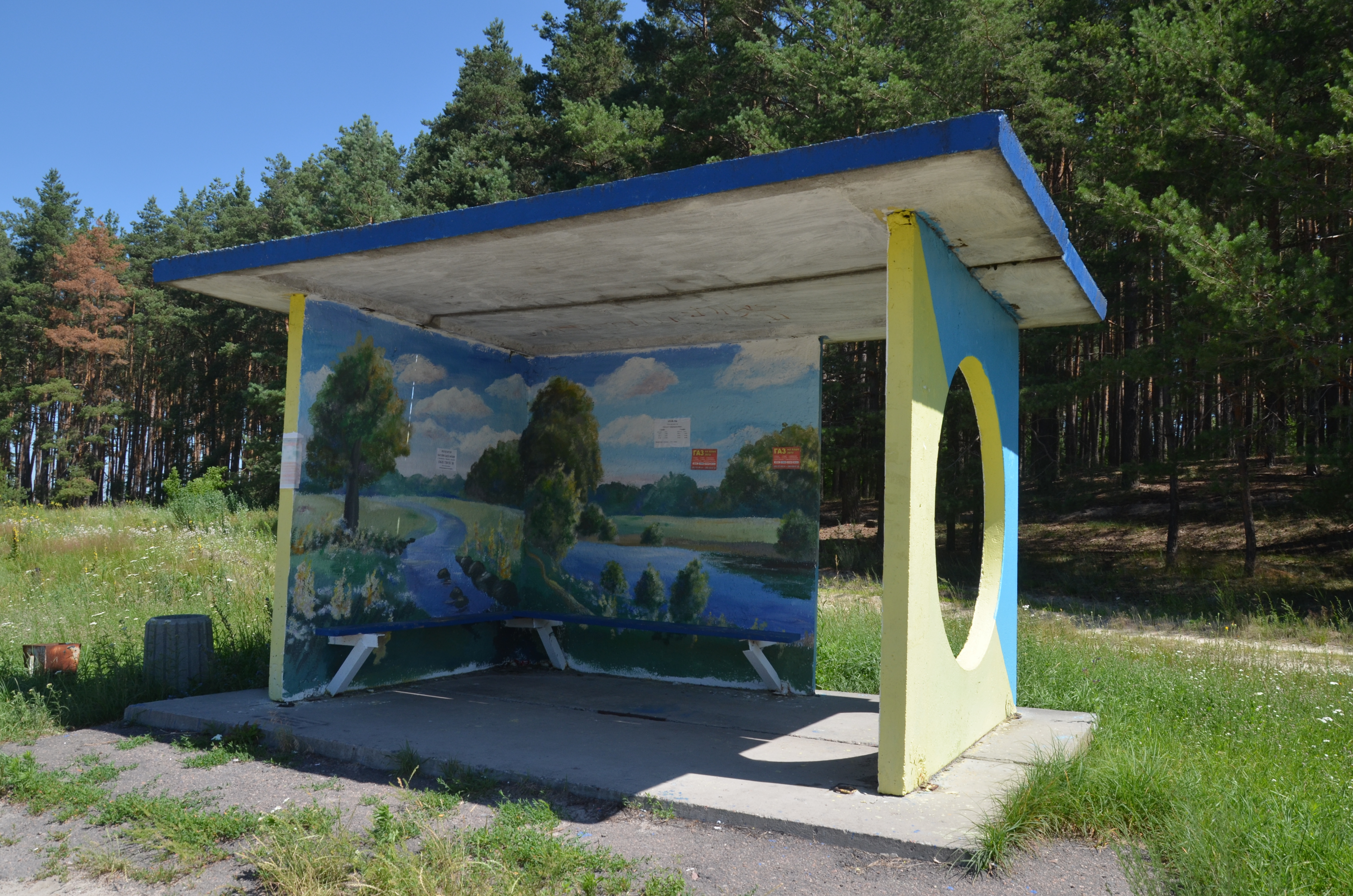
Автобусна зупинка, Пришивальня
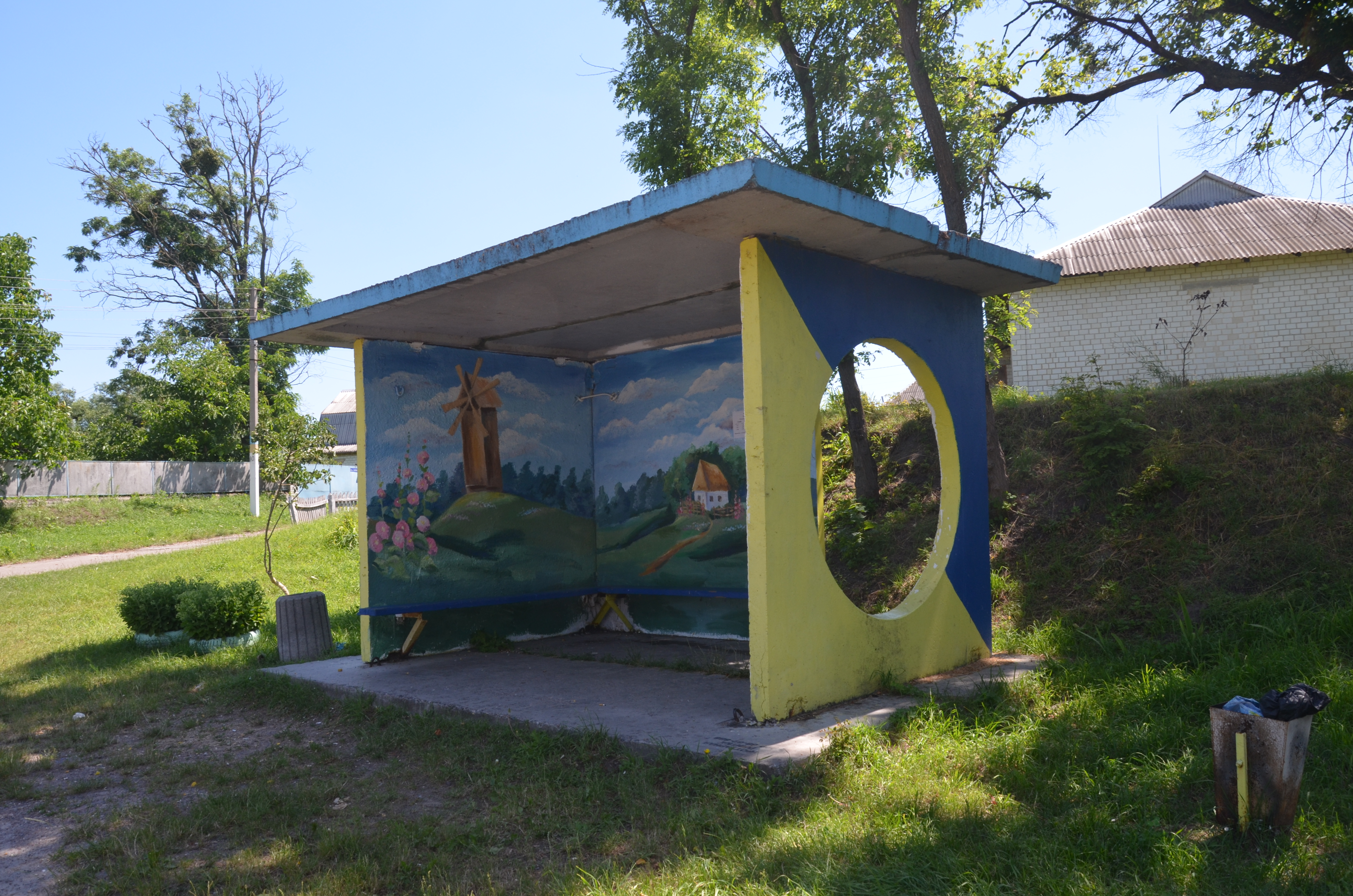
Автобусна зупинка, Пришивальня
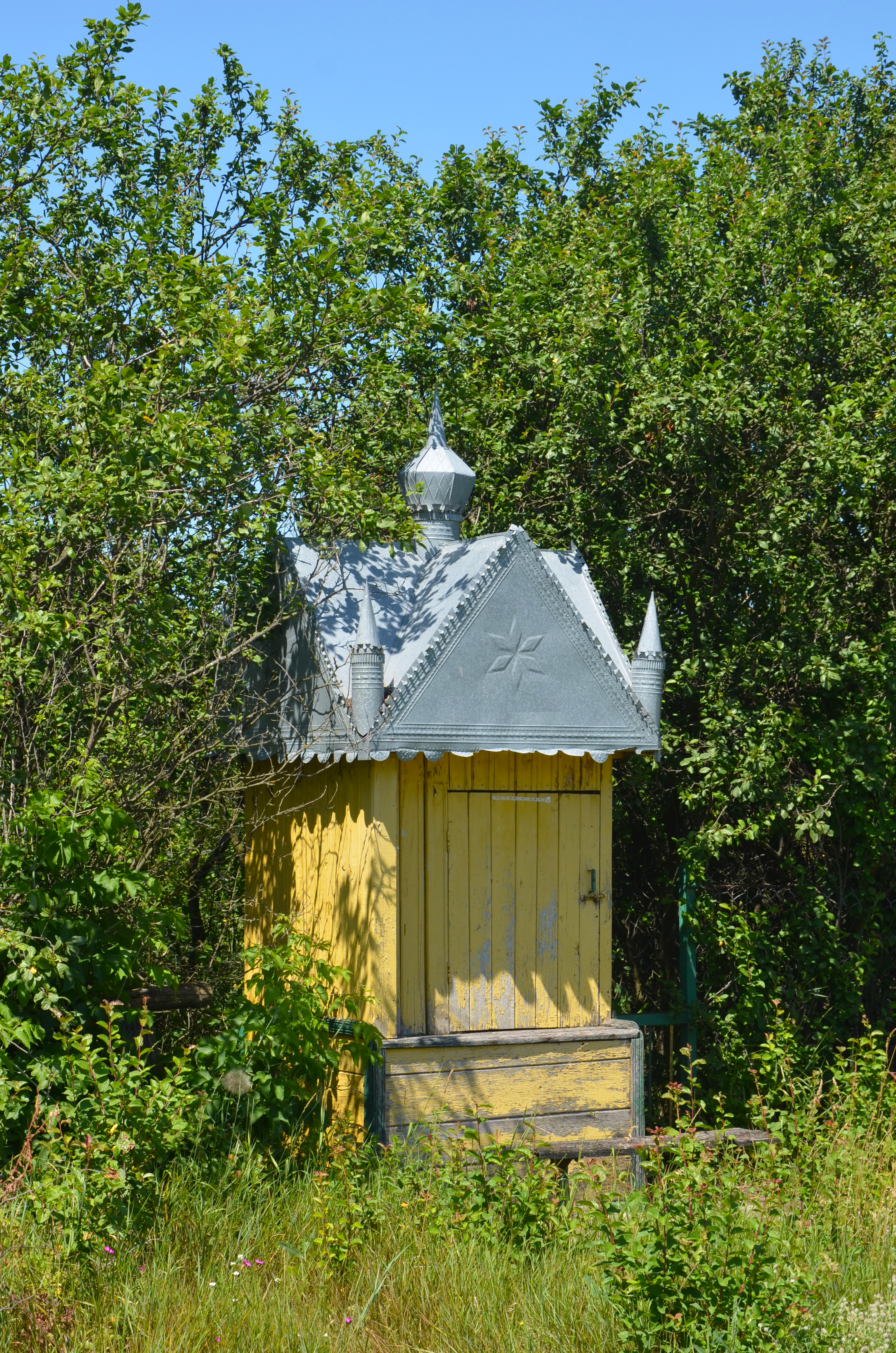
Стара криниця, Пришивальня
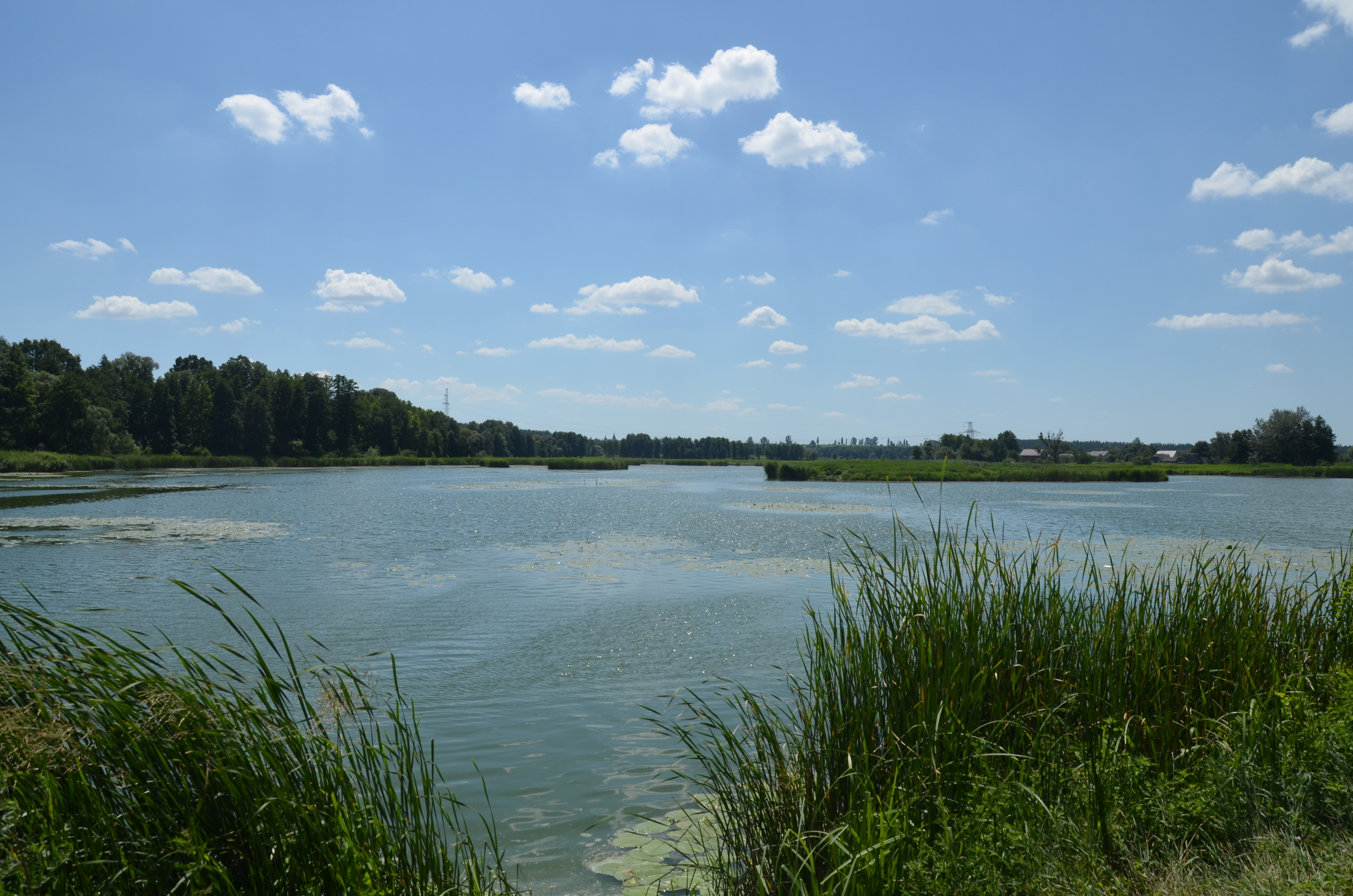
Ірпінь, село Пришивальня